# Commission des Cinq
La Commission des Cinq (en anglais: Committee of Five) est une commission parlementaire nommée par le Second Congrès continental, le 11 juin 1776, pour ébaucher le texte de la Déclaration d'indépendance des États-Unis d'Amérique. 

Le Comité des Cinq présentant son texte au Congrès le 28 juin 1776.
Tableau de John Trumbull, 1819.

Thomas Jefferson fut désigné par les quatre autres membres pour écrire la première ébauche, qu'il acheva en 17 jours ; il y reprit les idées de John Locke sur les droits naturels. Il présenta son texte à Franklin et Adams, qui firent quelques suggestions. La commission dans son ensemble apporta quelques modifications au document, qui fut déposé au Congrès le 2 juillet. L'assemblée en débattit tout au long de la journée, puis le jour suivant et enfin dans la matinée du 4 juillet, amendant la formulation, qui se devait rigoureuse, du document, jusqu'à la déclaration finale.

## Composition
La commission était constituée de :
- John Adams, de la province de la baie du Massachusetts, futur président des États-Unis ;
- Benjamin Franklin, de la province de Pennsylvanie ;
- Thomas Jefferson, de la colonie de Virginie, futur président des États-Unis ;
- Robert R. Livingston, de la province de New York ;
- Roger Sherman, de la colonie du Connecticut.

## Source
- David G. McCullough, John Adams, New York, Simon & Schuster, 2001  (ISBN 9780684813639)